# فارمرسفيل (نيويورك)
فارمرسفيل (بالإنجليزية: Farmersville, New York)‏ هي بلدة أمريكية تقع في الولايات المتحدة في مقاطعة كاتاروغوس، نيويورك. يقدر عدد سكانها بـ 1,090 نسمة ومساحتها 124.1 كم2 وترتفع عن سطح البحر 556 متر.